# Табулятор

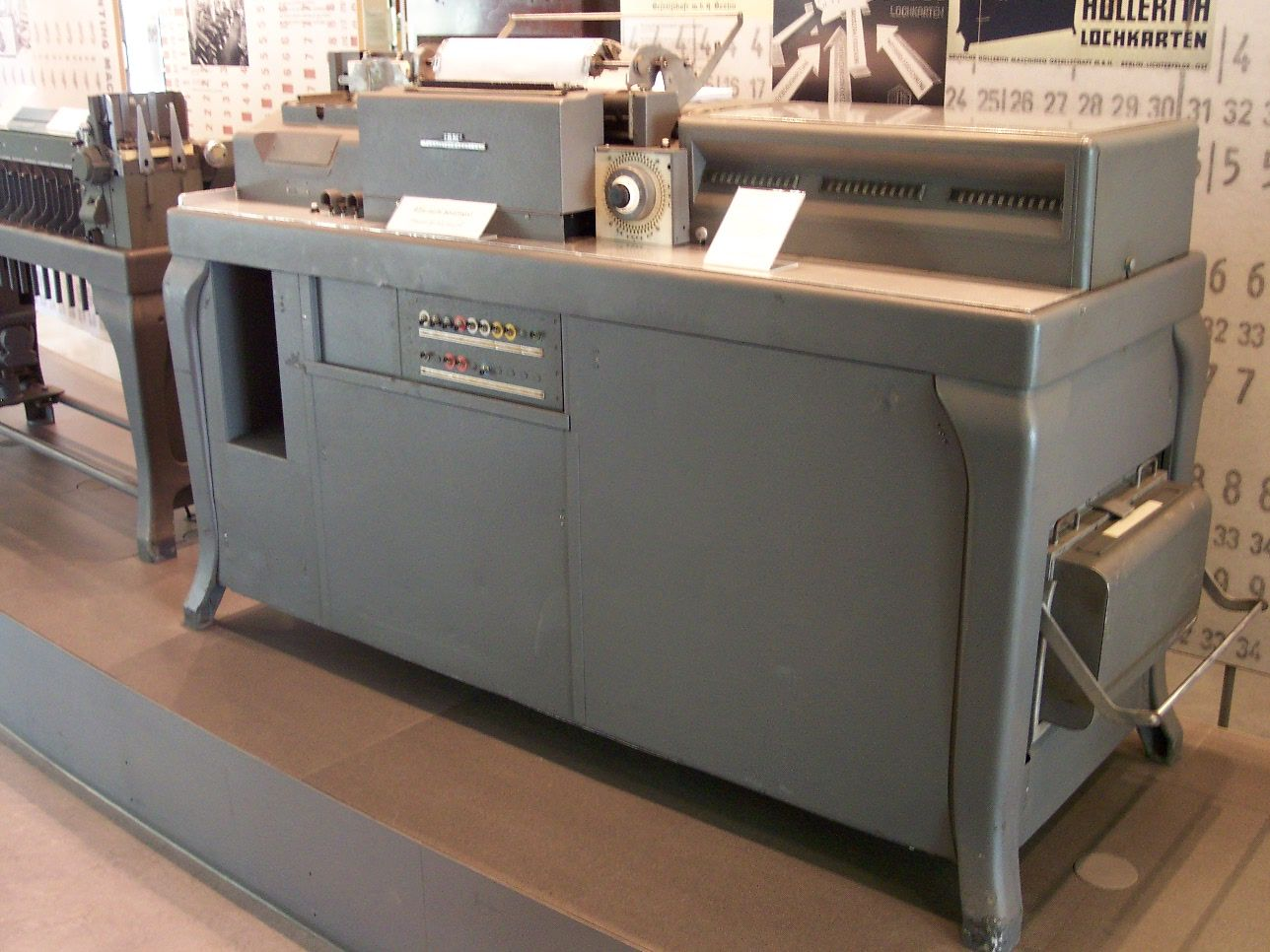
Ранній табулятор фірми IBM, ліворуч — сортувальна машина (видно лише частину)

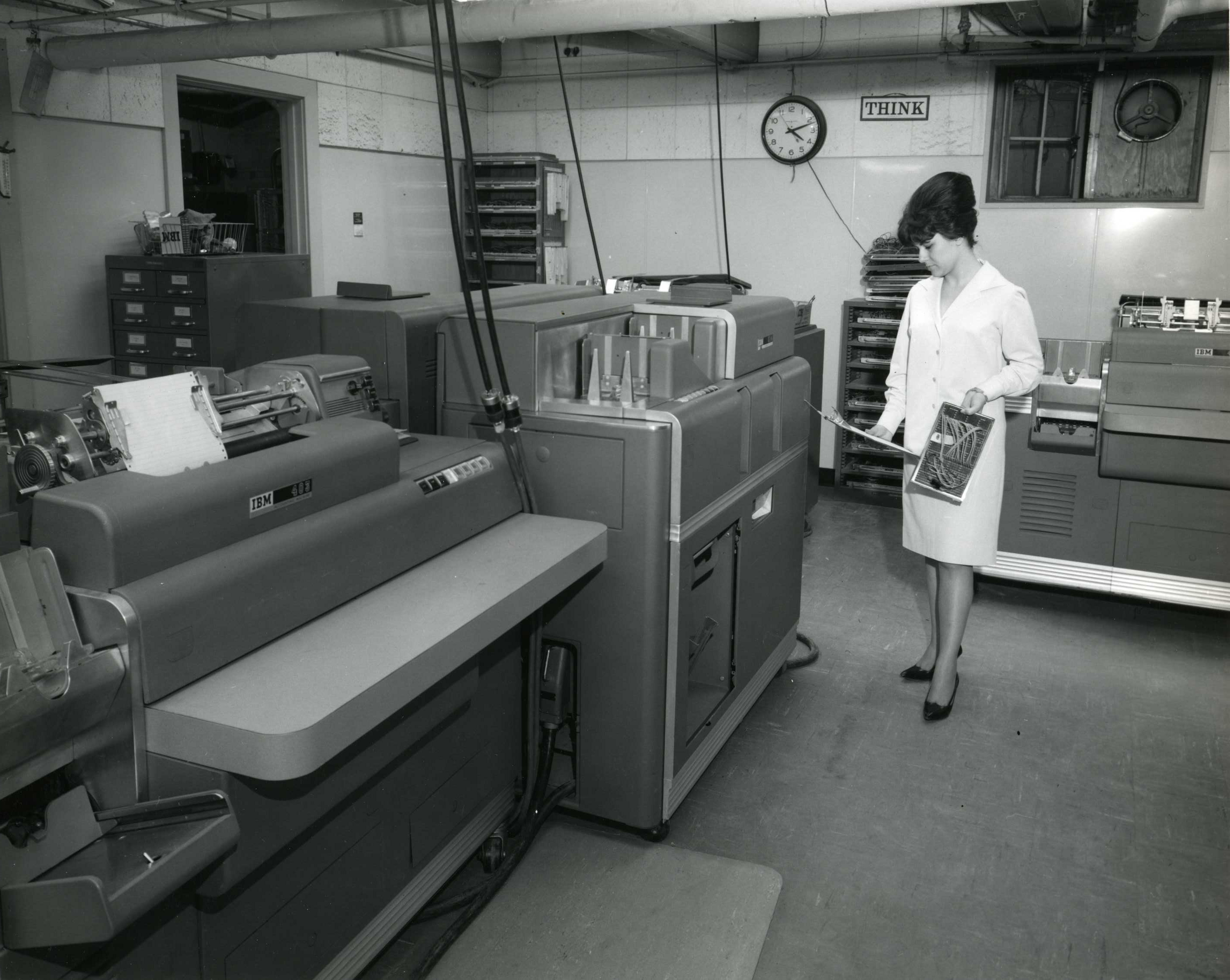
Табулятор IBM 403 (ліворуч) та репродуктор перфокарт IBM 514 (поряд з оператором)

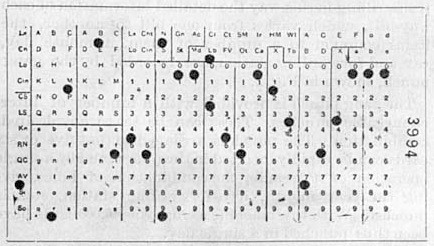
Перфокарта Голлеріта

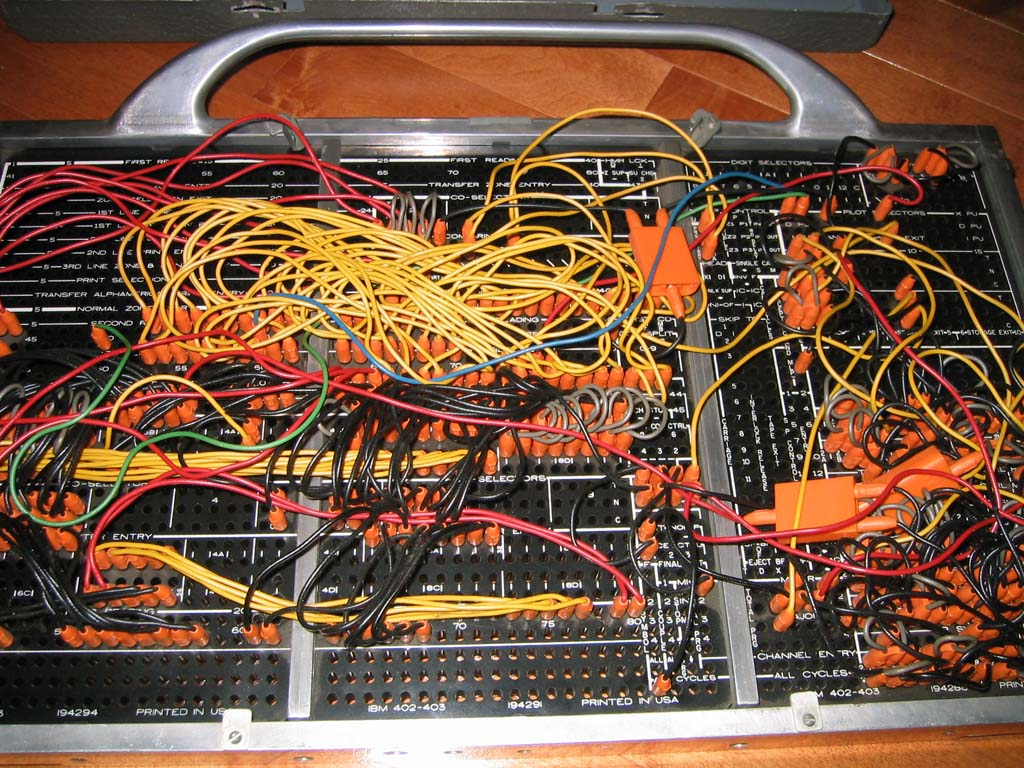
Комутаційна панель підсумовуючої машини IBM 402

Табулятор — електромеханічна машина, призначена для автоматичної обробки (підсумовування і категоризації) числової і буквеної інформації, записаної на перфокартах, з видачею результатів на паперову стрічку або спеціальні бланки.
Застосовувалися для обробки масивів інформації до того, як стали широко поширені електронно-обчислювальні машини. В СРСР були основним технологічним обладнанням машинолічильних станцій. Також використовувалися в обчислювальних центрах як допоміжне обладнання для обробки порівняно невеликих масивів інформації, що не вимагають виконання логічних операцій.
Табулятори могли достатньо ефективно виконувати дії додавання і віднімання. Множення і ділення виконувалися методом послідовного багаторазового додавання і віднімання. Робота табулятора здійснювалася відповідно до заданої програми.

## Історія створення
Перший статистичний табулятор був побудований американцем Германом Голлерітом, з метою прискорити обробку результатів перепису населення, яка проводилася в США 1890 року. Ідея можливості використання для цих цілей перфокарт належала високопоставленому чиновнику бюро перепису Джону Шоу Біллінгсу (майбутньому тестеві Голлеріта). Голлеріт закінчив роботу над табулятором до 1890 р. Потім в бюро перепису були проведені випробування, і табулятор Голлеріта в змаганні з декількома іншими системами був визнаний найкращим. З винахідником був укладений контракт. Після проведення перепису Голлеріт був удостоєний декількох премій, і отримав звання професора в Колумбійському університеті.
Голлеріт організував фірму з виробництва табуляційних машин TMC (Tabulating Machine Company), продаючи їх залізничним управлінням і урядовим установам (партія табуляторів була також закуплена Російською імперією). Цьому підприємству сприяв успіх. З роками воно зазнало ряд змін — злиттів і перейменувань. З 1924 року фірма Голлеріта стала називатися IBM.